# Martin Rodan
Martin Rodan (* 11. Juni 1947 in Turčiansky Svätý Martin, Tschechoslowakei) ist ein israelisch-slowakischer Romanist, Autor philosophiebezogener Schriften und Honorarkonsul der Slowakei in Jerusalem. Als Dozent war er viele Jahre an der Hebräischen Universität Jerusalem tätig.

## Werdegang
Rodan wurde im Jahr 1947 in der Tschechoslowakei geboren. An der Comenius-Universität Bratislava studierte er die Fächer Französische und Lateinische Literatur von 1965 bis 1968. Am 29. Oktober 1968 emigrierte er nach Israel. Es folgte ein Bachelor-Studium an der Hebräischen Universität Jerusalem bis 1970 und ein dortiges Master-Studium bis 1972 jeweils in den Fächern Französische Literatur und Klassische Studien.
Anschließend wurde ihm ein französisches Stipendium gewährt, durch welches er von 1972 bis 1975 Doktorstudien an der Universität Clermont-Ferrand betreiben konnte, wo er 1975 mit einer Dissertation zum Thema "Camus et l’Antiquité" (dt. "Camus und die Antike") den Doktorgrad erhielt. Betreuer der Doktorarbeit waren Roger Quilliot und Paul Viallaneix.
Ab 1976 folgte eine jahrzehntelange Dozententätigkeit, v. a. an israelischen Universitäten. Zunächst war er bis 1977 Dozent in der Abteilung für Vergleichende Literaturwissenschaft an der Hebräischen Universität Jerusalem, dann bis 1979 Dozent für Ästhetik der Literatur an der Geisteswissenschaftlichen Fakultät der Universität Haifa und anschließend bis 1982, sowie nach einer Unterbrechung erneut von 1986 bis 1990 an der Bezalel Academy of Arts and Design in Jerusalem als Dozent für theoretische Studien, akademische Kunst und Gestaltung, später insbesondere Ästhetik, Mythologie und Philosophie, tätig.
An der Karls-Universität in Prag war er von 1991 bis 1992 als Dozent für Europäische Kultur in der Abteilung für Jüdische Studien beschäftigt. Erneut in Israel folgte von 1993 bis 2016 eine langjährige Dozententätigkeit an der Hebräischen Universität, diesmal für das Fach der Französischen Literatur in der Abteilung für Romanische Studien. Daneben war er auch von 1998 bis 2014 als Senior Lecturer am Hadassah Academic College in Jerusalem tätig und lehrte dort "Ästhetik und Philosophie der Kunst", "Textarbeit und Nachforschungen für Industrie-Design", "Fragen des zeitgenössischen Designs", "Einführung in die Philosophie" und ab 2007 auch "Schnittpunkte von Fotografie und Philosophie".
Rodan spricht nach eigenen Angaben die Sprachen Hebräisch, Französisch, Englisch, Deutsch, Russisch, Tschechisch, Slowakisch, sowie die klassischen Sprachen Latein und Altgriechisch. Er dient als Honorarkonsul der Slowakei in Israels Hauptstadt Jerusalem.

## Publikationen (Auswahl)
Monografien
- Camus et l'antiquité. (Frz., übers. "Camus und die Antike") Peter Lang: Bern 2014, ISBN 9783034315265
- Notre culture européenne, cette inconnue. (Frz., übers. "Unsere europäische Kultur, das Unbekannte") Peter Lang: Bern 2009, ISBN 303430028X
- פנתיאון האלים האולימפיים : מבוא למיתולוגיה יוונית (Hebr., übers. "Pantheon Olympischer Götter. Eine Einführung in die griechische Mythologie") Bezalel-Akademie für Kunst und Design: Jerusalem 1982[4]

Monografien in Übersetzung
- Wer schuf den europäischen Geist? Eine kulturgeschichtliche Spurensuche, aus dem Französischen übersetzt von Robert Zimmer, Würzburg: Königshausen & Neumann 2023, ISBN 978-3-8260-7041-9
- Naša neznáma európska kultúra (Slowak., übers. "Unsere unbekannte europäische Kultur") Milanium: Dunajská Lužná 2020, ISBN 9788089178759
- סודות תרבות אירופה (Hebr., übers. "Geheimnisse der europäischen Kultur") Kibbuz Dalja: Dalja 2017

Beiträge
- Constantin Brunner und das prophetische Judentum. In: Aschkenas. Zeitschrift für Geschichte und Kultur der Juden, Hrsg. von Hans Otto Horch, Robert Jütte, Miriam Rürup u. Markus Wenninger, Bd. 29, Heft 2, De Gruyter: Berlin, Boston 2019, S. 351–367
- Brunners Lehre von den Geistigen und vom Volk als Philosophie der Geschichte. In: Constantin Brunner im Kontext, Hrsg. von Irene Aue-Ben-David, Gerhard Lauer und Jürgen Stenzel, De Gruyter und Magnes Press: Berlin, Jerusalem 2014, S. 81–92
- Matthias Grünewald, «le plus forcené» des peintres selon Joris-Karl Huysmans. In: Bulletin du Centre de recherche français à Jérusalem, (Online) 2013
- The role of 'the other' in Jacques Derridas perception of the European identity. In: Euroacademia, Paris 2012
- Theodor Herzl, itinéraire d'un Juif viennois de Paris à Jérusalem. In: Perspectives, Revue de l'Université Hébraïque de Jérusalem, Nr. 17, Jerusalem 2010
- Le Mythe de Sisyphe et Kierkegaard. In: Études Camusiennes, Nr. 8, 2008; erschienen auch auf Slowakisch in Romboid, Nr. 7, 2013
- Camus, Bickel, Brunner – une rencontre ou une révolution?. In: Études Camusiennes, Nr. 4, 2000; erschienen auch auf Deutsch in Brunner im Gespräch, Nr. 5, Verlag Die Blaue Eule: Essen 2001; sowie auf Holländisch in Bulletin of the Internationaal Constantin Brunner Instituut, Den Haag 2001
- Les bacchanales modernes: les énormités éthiques et la norme esthétique. In: Dionysos, origines et resurgences, Hrsg. von Ilana Zinguer, Vrin: Paris 2000
- Camus et la mort à Prague. In: Études Camusiennes, Nr. 3, 1998
- La Grèce de Camus, patrie et patrimoine. In: Perspectives, Revue de l'Université Hébraïque de Jérusalem, Nr. 5, Jerusalem 1998[4]

Daneben veröffentlichte Rodan mehrere Artikel über  französische Schriftsteller und Denker wie Vigny, Musset, Bergson, Claudel oder über Starobinski in der Literaturbeilage Tarbut weSifrut der israelischen Tageszeitung Haaretz. Ebenfalls in Haaretz erschien auch ein Artikel über den Philosophen Constantin Brunner.

## Mitgliedschaften
- Société des études camusiennes
- Société des études romantiques et dixneuvièmistes
- Internationaal Constantin Brunner Instituut